# アートマス・ウォード

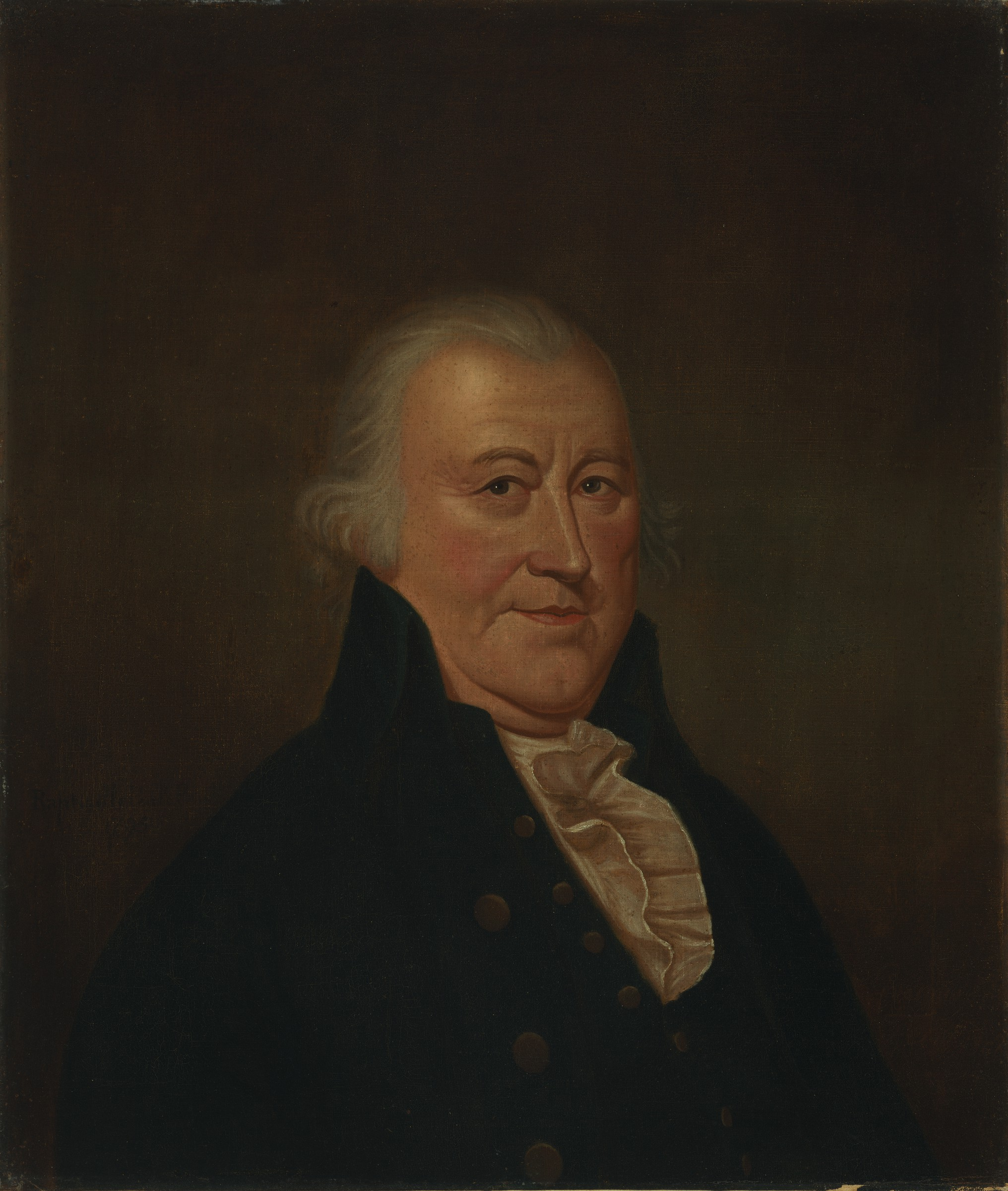
アートマス・ウォード

アートマス・ウォード（英: Artemas Ward、1727年11月26日 - 1800年10月28日）は、アメリカ独立戦争中の大陸軍少将で、戦後はマサチューセッツ州選出のアメリカ合衆国下院議員となった人物である。後にアメリカ合衆国大統領となったジョン・アダムズはウォードを評して、「軍隊と国から遍く尊敬され、愛され、信頼された」と語った。ウォードは軍人としてよりも、政治家としての力量が認められている。

## 生い立ち
ウォードは1727年マサチューセッツのシュルーズベリーで、ネイハム・ウォードとマーサ・ウォードの子供として生まれた。ウォードは7人兄弟の6番目であった。ネイハム・ウォードは、船長、商人、土地開発業者、農夫、弁護士、法学者として広い経歴を持ち成功していた。アートマス・ウォードが子供の頃は、公立学校に通い、また兄弟姉妹と共に同じ家庭教師の授業を受けていた。ウォードはハーバード大学を1748年に卒業し、短期間そこで教鞭をとった。
1750年7月31日、ウォードはグロートンの牧師キャレブ・トロウブリッジの娘サラ・トロウブリッジ（1724年12月3日 - 1788年12月13日）と結婚した。若い夫婦はシュルーズベリーに戻り、雑貨屋を開いた。次の15年間に8人の子供をもうけた。
1751年、ウォードはウースター郡の判事補佐官に指名された。これが役人としての経歴の始まりとなった。1752年には治安判事に選ばれ、植民地議会で最初の任期となった。

## フレンチ・インディアン戦争
1755年、民兵組織が再編され、ウォードはウースター郡出身者から構成される第3連隊の少佐となった。第3連隊はマサチューセッツ西部の辺境で守備兵として勤務した。それからの2年間は軍務と議員の職を交互にこなした。1757年にミドルセックス郡とウースター郡を併せた第3連隊の大佐となった。1758年、第3連隊はジェームズ・アバークロンビー将軍の指揮でタイコンデロガ砦に向かった。この攻略戦はイギリス軍の大敗となったが、ウォードは石礫の攻撃に遭って怪我をし、局外に置かれていたために助かった。

## 独立戦争前夜
1762年、ウォードはシュルーズベリーに戻って郡裁判所判事に指名された。議会では、サミュエル・アダムズやジョン・ハンコックと同じく税務委員会に所属していた。政府の立法に対する発言権はジェイムズ・オーティスに次いで2番目だった。この議論の場でウォードが目立ったことが、知事のフランシス・バーナードの注視するところとなり、1767年のウォードの軍務を取り消すことになった。1768年の選挙では、バーナードがウォースター郡の投票結果を無効にし、ウォードを議会から締め出したが、ウォードは黙ってはいなかった。
革命の機運が高まってくるなかで、1774年10月3日、第3連隊の兵士が大量にイギリス軍への奉仕を辞めた。それに続いて兵士たちはシュルーズベリーに向かいウォード大佐に全員一致で彼を指揮官に選んだことを告げた。その月遅くに知事は議会を解散した。マサチューセッツの町々は植民地全体に渡る「安全委員会」を組織して応じた。委員会の最初の行動は、植民地民兵の将軍にして最高指揮官にウォードを指名することだった。

## 監視する軍隊
1775年4月19日のレキシントン・コンコードの戦いに続いて、反乱軍がイギリス軍をボストンに追い詰め、ボストン包囲戦が始まった。当初、ウォードは病床から軍隊を指揮していたが、後にケンブリッジの作戦本部に移動した。まもなく、ニューハンプシャーとコネチカットの暫定政府がウォードを指揮官に指名し包囲軍に加わった。この時のウォードの任務は軍隊の組織化と軍需物資の調達に奔走することになった。
5月にイギリス軍の増援部隊が到着し、6月にはイギリス軍がバンカーヒルを攻撃する計画であることを知った。ウォードはそこを防衛することとし、1775年6月17日のバンカーヒルの戦いとなった。この戦いの指揮はイズラエル・パットナム将軍とウィリアム・プレスコット大佐に委ねた。その日のことでウォードが英雄的な立場にあると人々が認識する一方で、ウォードは防衛のための弾薬が不足していることに気を揉んでいた。

## 大陸軍
大陸会議が開かれ大陸軍を創設することになった。6月16日、大陸会議の決議でウォードは少将に任命され、ジョージ・ワシントンに次ぐ指揮官となった。次の9ヶ月間、ウォードは集められた民兵を大陸軍に組み込むことで追われた。
1776年3月17日、イギリス軍がボストンから撤退し、ワシントンは大陸軍の主力を率いてニューヨーク防衛に向かった。ウォードは1776年4月4日に東部方面軍の指揮官となった。ウォードはその地位に1777年3月20日までとどまり、健康が悪化したために軍隊を退役した。

## 政治：戦後の生活
ウォードは従軍中も1776年と1777年に州の判事を務めていた。1777年から1779年の間、マサチューセッツの執行委員会議長であったが、これは実質的な知事職であった。1779年から1785年までは州議会代議員に毎年選出された。1780年と1781年の大陸会議では州代表として出席した。1785年にはマサチューセッツ州下院の議長となった。1791年と1795年の2度、アメリカ合衆国下院の議員に選出された。
アートマス・ウォードは1800年10月28日、シュルーズベリーの自宅で死んだ。遺骸はサラの眠るマウンテン・ビュー墓地に埋葬された。ウォードのひ孫のアートマス・ウォードは、1911年出版のグローサーズ・エンサイクロペディア(The Grocer's Encyclopedia)の著者である。

## 遺産

### ウォード・サークル
ウォード・サークルとは、ワシントンD.C.の北西、ネブラスカ大通りとマサチューセッツ大通りが交差する地点にあるロータリー式交差点である。ウォード・サークルに接する3方の土地はアメリカン大学の所有である。このサークルの中にアートマス・ウォードの銅像が立っている。
アートマス・ウォードのひ孫がウォードを称える銅像を立てるという条件でハーバード大学に百万ドルを寄付した。1927年にハーバードが銅像建立に提案したのは5万ドルに過ぎなかったが、銅像には十分でも将軍を馬に乗せるには足りなかった。銅像は1938年に完成した。今、サークルの中に入る歩道が無い。銅像の台座には次のように刻まれている。
アートマス・ウォード 1727-1800　マサチューセッツに生まれ、ハーバードを卒業、判事、議員、大陸会議 1780-1781 の代議員、軍人、愛国者軍の最初の指揮官

### アートマス・ウォード・ハウス
アートマス・ウォードの終生の住家は彼の父ネイハンがアートマス・ウォードが生まれた頃に建てたものである。この家が今でもアートマス・ウォード・ハウスとして残されており、ハーバード大学が博物館として保存している。マサチューセッツ州シュルーズベリーのメインストリートにあって、夏季の特定時間のみ公開されている。

### アメリカン大学
アメリカン大学は主キャンパスの建物にアートマス・ウォードの名前を残した。